# Chauliodus dentatus
Chauliodus dentatus es una especie de pez de la familia Stomiidae en el orden de los Stomiiformes.

## Hábitat
Es un pez de mar y de aguas profundas que vive en profundidades de 1.500 metros.

## Distribución geográfica
Se encuentran en las Islas de la Sociedad.